# International Journal of Epidemiology
L'International Journal of Epidemiology è una rivista medica bimestrale sottoposta a revisione paritaria, che si occupa di ricerca nel campo dell'epidemiologia. È la rivista ufficiale dell'International Epidemiological Association ed è pubblicata dalla Oxford University Press. La rivista è membro del Committee on Publication Ethics. Il caporedattore è Stephen Leeder (Università di Sydney).

## Storia
La rivista è stata fondata nel 1972 dall'Associazione Internazionale di Epidemiologia per facilitare la comunicazione tra i suoi membri e tutti coloro che sono impegnati nella ricerca, didattica e attuazione dell'epidemiologia. Il primo caporedattore, Walter W. Holland, sperava di "superare alcuni dei problemi di pubblicazione dei lavori epidemiologici nelle riviste locali, che spesso tendono a non essere disponibili per i ricercatori stranieri" e di "creare un punto di vista internazionale per le questioni sanitarie".

## Capiredattori
Si riporta di seguito l'elenco dei capiredattori della rivista:
- 1972–1977: Walter W. Holland
- 1978–1981: A.E. Bennett
- 1982–1990: Charles du Vé Florey
- 1991–2000: Peter O.D. Pharoah
- 2001–2016: George Davey Smith e Shah Ebrahim
- 2017–present: Stephen Leeder.[1]

## Indicizzazione
Gli abstract e gli articoli della rivista sono indicizzati da:
- Abstracts on Hygiene and Communicable Diseases
- Biological Abstracts[2]
- BIOSIS Previews[3]
- CAB Abstracts
- Current Contents/Clinical Medicine[3]
- Current Contents/Life Sciences[3]
- Embase/Excerpta Medica
- Index Medicus/MEDLINE/PubMed[4]
- Science Citation Index[3]
- Tropical Diseases Bulletin.

Secondo il Journal Citation Reports, nel 2021 la rivista ha ricevuto un fattore di impatto pari a 9,685. Al 2025 l'indice H è pari a 255.